# Bushido Blade
Cet article possède un paronyme, voir Bushido (homonymie).
Bushido Blade (ブシドーブレード, Bushidō Burēdo) est un jeu vidéo de combat sorti en 1997 sur PlayStation. Le jeu a été développé par Light Weight et édité par Squaresoft.

## Système de jeu
Le jeu est une simulation de combat à l'arme blanche entre deux adversaires. À la différence de la plupart des autres jeux du genre, les personnages n’ont pas de jauge de santé, et la durée des combats n’est pas limitée. Ainsi, un unique coup bien placé peut entraîner une mort instantanée, là où, dans les jeux de combat habituels, de nombreux coups sont nécessaires pour vider la jauge de santé de l'adversaire. Il est néanmoins possible de blesser un adversaire sans le tuer ; il est alors handicapé : par exemple, touché aux jambes, il se déplacera moins facilement.
Autre caractéristique originale, Bushido Blade ne limite pas le lieu d’un combat à un ring. Les personnages peuvent se déplacer assez librement dans le château qui sert de décor à l'ensemble. Dans le mode histoire du jeu, le système du code de Bushido est introduit. Certaines actions, telles que jeter de la terre au visage de l'adversaire ou l'attaquer dans le dos, sont considérées déloyales et déshonorantes. Si le joueur y a recours, le jeu prendra brutalement fin après un certain point.

### Modes de jeu
Le jeu propose un mode solo (histoire et survie) et un mode deux joueurs (éventuellement avec un câble link entre deux consoles).

## Postérité
En 2018, la rédaction du site Den of Geek mentionne le jeu en 8e position d'un top 60 des jeux PlayStation sous-estimés : « Comme beaucoup de titres qui ne sont pas appréciés à leur juste valeur, Bushido Blade tente d'innover dans un genre familier, et propose des combats vraiment brillants et d'une grande profondeur. »